# MR-C
MR-C (англ. Modular Rifle — Caseless — рус. модульная винтовка безгильзовая) — предварительное и неофициальное название стрелкового ручного образца оружия, которое разрабатывается американской частной компанией Crye Associates. MR-C является штурмовой винтовкой, которая должна поступить на вооружение американских войск в ближайшем будущем, став составной частью концепции «Солдата будущего». На данный момент MR-C не существует даже в форме прототипа и винтовка не участвовала в конкурсе OICW или любых других оружейных мероприятиях, проводимых армией США. На официальном веб-сайте Crye Associates эта винтовка обозначается как «modular caseless carbine mock-up» (рус. макет модульного безгильзового карабина). Множество информации об MR-C было получено из компьютерной игры Tom Clancy's Ghost Recon Advanced Warfighter и поэтому не может восприниматься как факт. Согласно предварительным данным, MR-C построена по схеме булл-пап, при которой ударный механизм и оружейный магазин расположены в прикладе позади спускового крючка. Также на всех сторонах MR-C присутствует рельсовая система направляющих (англ. Rail Interface System — англ. RIS), а именно планка Пикатинни. Главной же особенностю MR-C является использование безгильзовых патронов.